# بي بي. توملينسون
بي بي. توملينسون (بالإنجليزية: Philip Barry Tomlinson)‏ هو عالم نبات بريطاني وأمريكي، ولد في 17 يناير 1932.